# Jon Jones
Jonathan Dwight "Jon" Jones (Rochester (New York), 19 juli 1987) is een voormalig Amerikaans MMA-vechter. Hij was tweevoudig wereldkampioen lichtzwaargewicht (tot 93 kilo) bij de UFC, van maart 2011 tot april 2015 en van december 2018 tot augustus 2020. In totaal verdedigde Jones deze wereldtitel elf keer. Na drie jaar afwezigheid werd hij in maart 2023 eveneens wereldkampioen in het zwaargewicht.

## Carrière
Jones' MMA-debuut vond plaats in april 2008. In drie maanden stond hij op zes overwinningen en nul verliespartijen. Daarop tekende hij in 2009 een contract bij de UFC, waar hij zijn eerste drie gevechten ook allemaal won. Hij versloeg achtereenvolgens André Gusmão, Stephan Bonnar en Jake O'Brien. Jones vocht in zijn vierde gevecht binnen de UFC tegen Matt Hamill. In deze partij  maakte hij gebruik van verticale '12-to-6' elleboogstoten, uitgevoerd terwijl Hamill op de grond lag. Voor het gebruik van deze niet toegestane techniek kreeg hij oorspronkelijk een punt aftrek. Echter, omdat Hamill niet verder kon vechten als gevolg van een schouderluxatie, verloor Jones het gevecht door diskwalificatie.

### Kampioen
Ook na de diskwalificatie tegen Hamill bleef Jones winnen. Na overwinningen op Brandon Vera, Vladimir Matyushenko en Ryan Bader mocht hij in maart 2011 vechten om de UFC-titel in het lichtzwaargewicht tegen regerend kampioen Maurício Rua. Jones won het gevecht door middel van een technische knock-out in de derde ronde. Hij verdedigde zijn titel vervolgens acht keer: tegen Quinton Jackson, Lyoto Machida, Rashad Evans, Vitor Belfort, Chael Sonnen, Alexander Gustafsson, Glover Teixeira en Daniel Cormier. Vier van deze acht gevechten duurden de volle vijf ronden. Van zijn voormalige teamgenoot Evans won Jones met 49-46, 49-46, 50-45, van Gustafsson met 48-47, 48-47, 49-46. Hoewel Gustafsson direct na het gevecht aangaf een rematch te willen, verdedigde Jones tijdens UFC 172 zijn titel tegen Teixeira. Hij won deze partij na vijf ronden op punten. Jones' eerstvolgende partij zou een rematch tegen Gustafsson zijn en plaatsvinden op UFC 178. Gustafsson raakte echter geblesseerd en werd vervangen door Cormier. In de aanloop naar UFC 178 raakte Jones zelf geblesseerd, wat ertoe leidde dat het gevecht tussen Jones en Cormier werd verplaatst naar UFC 182. Jones won deze partij middels een unanieme jurybeslissing (49-46, 49-46 en 49-46). In zijn volgende partij zou hij het opnemen tegen Anthony Johnson, maar nadat hij een zwangere vrouw aanreed en vervolgens probeerde te vluchten, besloot de UFC in april 2015 om hem de titel af te nemen en voor onbepaalde tijd te schorsen.

### Dopingzaken
De UFC beëindigde in oktober 2015 Jones' schorsing. Daarop zou hij het op 24 april 2016 tijdens UFC 197 opnieuw opnemen tegen Cormier, die inmiddels titelverdediger in het lichtzwaargewicht was. Cormier trok zich op 2 april 2016 echter terug vanwege een beenblessure. Jones wilde toch zijn rentree maken op UFC 197 en kreeg daarom een nieuwe tegenstander in Ovince Saint Preux, op dat moment de #6 van de uitdagers in het lichtzwaargewicht. Jones versloeg zijn tegenstander op basis van een unanieme jurybeslissing en werd daarmee interim-kampioen. Jones zou het op 9 juli vervolgens alsnog opnieuw opnemen tegen kampioen Cormier en proberen zijn titel terug te winnen. Hij testte twee dagen voor het gevecht alleen positief op doping en werd daarom uit het programma verwijderd. Jones werd in november 2016 veroordeeld tot een jaar schorsing, die met terugwerkende kracht inging in juli van dat jaar. Een onafhankelijke arbitrage oordeelde dat hij niet met opzet doping had gebruikt, maar dat hij die wel door 'bijna roekeloze nalatigheid' binnen had gekregen door een tablet te slikken met een hem zo goed als totaal onbekende inhoud. De UFC ontnam hem ook zijn interim-titel.
Jones nam het op 29 juli 2017 na 2,5 jaar alsnog opnieuw op tegen Cormier. Hij won ook hun tweede gevecht, nu door middel van een knock-out in de derde ronde. Hij kreeg Cormier aan het wankelen met een trap tegen het hoofd. Daarna werkte hij hem naar de grond werkte en dook hij op hem. Cormier verdedigde zich vanuit die situatie dusdanig slecht tegen een serie stoten naar zijn hoofd, dat de scheidsrechter het gevecht beëindigde. Jones leek zijn titel terug te hebben, maar testte opnieuw positief op doping. Daarom werd de uitslag geschrapt en bleef Cormier kampioen. Jones riskeerde een schorsing voor vier jaar voor meervoudig dopinggebruik. Antidopingagentschap USADA liet zich er niettemin van overtuigen dat hij de verboden stoffen niet moedwillig, maar door besmette voedingssupplementen had binnengekregen. Daarom ging het over tot een schorsing van vijftien maanden, eindigend in oktober 2018.
Na de beëindiging van zijn schorsing programmeerde de UFC een rematch tussen Jones en Alexander Gustafsson voor de titel in het lichtzwaargewicht. Die was op dat moment nog steeds in het bezit van Cormier, maar omdat die inmiddels ook heersend kampioen was in het zwaargewicht, vond de UFC dat hij een van de twee titels af moest staan. Jones vs. Gustafsson zou in december 2018 plaatsvinden in Las Vegas. Vijf dagen voor het gevecht maakte de Nevada Athletic Commission echter bekend dat het Jones geen vergunning zou geven om te vechten. Dit omdat er tijdens dopingtests opnieuw een anomalie was aangetroffen. Hierover wilde de commissie hem in januari 2019 horen en kon er daarvoor geen sprake zijn van een vergunning. De UFC vond dat het gevecht toch door moest gaan en verhuisde het hele evenement waarop Jones en Gustafsson zouden vechten daarom naar Los Angeles, waar Jones wel een vergunning kreeg. De California State Athletic Commission ging er daarbij vanuit dat Jones' nieuwe positieve test een gevolg was van het vergrijp waarvoor hij eerder werd geschorst en niet van nieuw gebruik.

### Tweede kampioenschap
Op 29 december 2018 versloeg Jones Alexander Gustafsson ook in hun tweede ontmoeting, deze keer door middel van een technische knock-out in de derde ronde. Daarmee werd hij opnieuw UFC-kampioen in het lichtzwaargewicht.
Jones verdedigde zijn titel in maart 2019 tegen Anthony Smith. Jones versloeg hem op basis van een unanieme jurybeslissing. Hij won alle vijf de ronden van hun gevecht, ondanks twee punten aftrek voor een illegale knie (Smith had een hand op de grond) in de vierde ronde. Jones verdedigde zijn titel in juli 2019 opnieuw, voor de tweede keer op rij en de tiende keer in totaal. Hij won deze keer op basis van een split decision van Thiago Santos. Jones won in februari 2020 ook zijn derde titelverdediging op rij. Hij moest tegen Dominick Reyes weer de volle vijf ronden volmaken, maar had ook deze keer na afloop de jury aan zijn zijde.
Op 15 augustus 2020 kondigde Jones aan dat hij afstand zou doen van zijn titel en uitte hij zijn wens om door te stromen naar het zwaargewicht.

### Zwaargewichtkampioen
Na meer dan drie jaar niet te hebben gevochten, stond Jones op 4 maart 2023 tijdens UFC 285 tegenover Ciryl Gane voor de vacante UFC-zwaargewichttitel. Hij won het gevecht middels een verwurging (guillotine choke) in de eerste ronde en werd de nieuwe UFC-kampioen zwaargewicht.
Jones zou zijn titel verdedigen tegen voormalig tweevoudig zwaargewichtkampioen Stipe Miočić op 11 november 2023. Hij moest zich echter terugtrekken vanwege een blessure. Een jaar na zijn blessure werd het gevecht tussen Jones en Miočić verplaatst naar 16 november 2024 tijdens UFC 309. Jones won het gevecht door middel van een technische knock-out in de derde ronde.

## Controversiële incidenten
Op 19 mei 2012 werd Jones gearresteerd omdat hij onder invloed van alcohol met zijn Bentley tegen een paal was gereden. Hij kwam op borgtocht vrij en werd later veroordeeld tot 1000 dollar boete. Tevens werd zijn rijbewijs een halfjaar geschorst, moest hij alcoholsloten op zijn auto's laten monteren en moest hij een cursus slachtofferhulp nemen. Het incident had geen consequenties voor zijn sportcarrière.
Tijdens een evenement ter promotie van het gevecht met Daniel Cormier in augustus 2014 raakten de twee slaags op het podium. Jones werd door de atletische commissie van Nevada (NSAC) veroordeeld tot een boete van 50.000 dollar en een taakstraf van 40 uur.
Op 6 januari 2015 kwam Jones wederom negatief in het nieuws vanwege zijn dopingtest na het gevecht met Cormier. Het betrof de stof benzoylecgonine; een metaboliet dat gevonden wordt in cocaïne. Hij werd echter niet gestraft omdat de stof niet op de lijst met verboden middelen stond van de NSAC. Jones reageerde op het incident door publiek zijn excuses te maken en naar een afkickkliniek te gaan. Deze verliet hij echter de volgende dag weer.
Op 27 april 2015 werd Jones opnieuw gearresteerd. Hij zou een zwangere vrouw hebben aangereden en daarna een vluchtmisdrijf hebben gepleegd. Op 29 april besloot de UFC om Jones voor onbepaalde tijd te schorsen en hem zijn titel af te nemen. Daniel Cormier nam zijn plaats in om tegen Anthony Johnson te strijden om de titel.